# Que River
Der Que River ist ein Fluss im Nordwesten des australischen Bundesstaates Tasmanien.

## Geografie

### Flusslauf
Der fast 30 Kilometer lange Que River entspringt bei der Siedlung Murrays Plain, rund sieben Kilometer nördlich des Lake Mackintosh, und fließt zunächst nach Westen, wo er den Murchison Highway unterquert. Bald danach biegt er nach Südwesten ab und durchfließt die Hatfield Forest Reserve. An der Einmündung des Bulgobac River wendet er seinen Lauf wieder nach Westen und mündet etwa fünf Kilometer östlich des Mount Ramsay in den Huskisson River.

### Nebenflüsse mit Mündungshöhen
Er hat folgende Nebenflüsse:
- Bulgobac River – 368 m